# First Responder Bowl 2020
Match précédent Match suivant
Le First Responder Bowl 2020 est un match de football américain de niveau universitaire joué après la saison régulière de 2020, le 26 décembre 2020 au Gerald J. Ford Stadium de Dallas dans l'État du Texas aux États-Unis. 
Il s'agit de la 11e édition du First Responder Bowl.
Le match met en présence l'équipe des Roadrunners d'UTSA issue de la Conference USA et l'équipe des Ragin' Cajuns de Louisiane issue de la Sun Belt Conference.
Il débute à 14 h 30 locales (21 h 30 en France) et est retransmis à la télévision par ABC.
Sponsorisé par la société Servpro (en), le match est officiellement dénommé le 2020 Sevpro First Responder Bowl.
Louisiana gagne le match sur le score de 31 à 24.

## Présentation du match
Il s'agit de la première rencontre entre ces deux équipes
| Équipes                                                               | Conférences | Entraîneurs       | Stats. saison rég. | Classements avant le bowl | Classements avant le bowl | Classements avant le bowl |
| --------------------------------------------------------------------- | ----------- | ----------------- | ------------------ | ------------------------- | ------------------------- | ------------------------- |
| Équipes                                                               | Conférences | Entraîneurs       | Stats. saison rég. | CFP                       | AP                        | Coaches                   |
| Roadrunners d'UTSA                                                    | C-USA       | Jeff Traylor (en) | 7 - 4              | NC                        | NC                        | NC                        |
| Ragin' Cajuns de Louisiane                                            | Sun Belt    | Billy Napier (en) | 9 - 1              | no 19                     | no 16                     | no 17                     |
| - Équipe donnée favorite par les bookmakers : Louisiana par 13 points |             |                   |                    |                           |                           |                           |

### Roadrunners d'UTSA
Avec un bilan global en saison régulière de 7 victoires et 4 défaites (5-2 en matchs de conférence), UTSA est éligible et accepte l'invitation le 15 décembre 2020 pour participer au First Responder Bowl de 2020. Ils auraient dû jouer le Frisco Bowl 2020 contre les Mustangs de SMU avant son annulation à la suite de la pandémie de Covid-19.
Ils ont terminé 2e de la West Division de la Conference USA derrière UAB.
À l'issue de la saison 2020, ils n'apparaissaient pas dans les classements CFP, AP et Coaches.
Il s'agit de leur première apparition au First Responder Bowl.
| Postes      | Joueurs           | Statistiques                                                                                              |
| ----------- | ----------------- | --- |
| Quarterback | Frank Harris      | 146/229 passes réussies pour 1 422 yards, 10 TDs, 5 interceptions, 13 sacks subis, évaluation QB de 126,0 |
| Coureur     | Sincere McCormick | 226 courses pour 1 345 yards nets gagnés et 11 TDs                                                        |
| Receveur    | Zakhari Franklin  | 44 réceptions pour 579 yards et 6 TDs                                                                     |

### Ragin' Cajuns de Louisiane
Avec un bilan global en saison régulière de 9 victoires et 1 défaites (7-1 en matchs de conférence), Louisiane est éligible et accepte le 20 décembre 2020 l'invitation pour participer au First Responder Bowl de 2020.
Ils terminent 1er de la West Division de la Sun Belt Conference avec une seule dafaite des œuvres de Coastal Carolina. La finale de conférence qui devait les opposer aux Chanticleers de Coastal Carolina a été annulée à la suite de la hausse des cas de contamination au sein des Chanticleers.
À l'issue de la saison 2020 (bowl non compris), ils sont classés no 19 par le CFP, no 16 par l'AP et no 17 par Coaches.
C'est leur première apparition au First Responder Bowl.
| Postes      | Joueurs         | Statistiques                                                      |
| ----------- | --------------- | ----------------------------------------------------------------- |
| Quarterback | Levi Lewis      | 165/275 passes réussies pour 2 128 yards, 17 TDs, 7 interceptions |
| Coureur     | Elijah Mitchell | 122 courses pour 751 yards nets gagnés et 7 TDs                   |
| Receveur    | Jalen Williams  | 19 réceptions pour 345 yards et 3 TDs                             |